# Ceruncina tsinlinga
Ceruncina tsinlinga là một loài bướm đêm trong họ Geometridae.